# Cobicistat
Cobicistat, vândut sub numele de marcă Tybost, este un medicament pentru utilizarea în tratamentul infecției cu virusul imunodeficienței umane (HIV/SIDA). Mecanismul său principal de acțiune este prin inhibarea proteinelor umane CYP3A.
La fel ca ritonavirul (Norvir), cobicistatul este de interes pentru capacitatea sa de a inhiba enzimele hepatice care metabolizează alte medicamente utilizate pentru tratarea HIV, în special elvitegravir, un inhibitor al integrazei HIV. Prin combinarea cobicistatului cu elvitegravir, se obțin concentrații mai mari ale acestuia din urmă în organism cu doze mai mici, teoretic sporind suprimarea virală a elvitegravirului, diminuând în același timp efectele adverse adverse. Spre deosebire de ritonavir, singurul alt rapel aprobat pentru utilizare ca parte a HAART, cobicistatul nu are activitate proprie anti-HIV.
Cobicistat este o componentă a trei tratamente HIV combinate cu patru medicamente, cu doze fixe. Primul,elvitegravir/cobicistat/emtricitabină/tenofovir disoproxil, este comercializat ca Stribild și a fost aprobat de FDA în august 2012 pentru utilizare în Statele Unite. Al doilea, elvitegravir/cobicistat/emtricitabină/tenofovir alafenamidă, este comercializat ca Genvoya și a fost aprobat de FDA în noiembrie 2015 pentru utilizare în Statele Unite. Atât Stribild, cât și Genvoya sunt deținute de Gilead Sciences. Al treilea, cobicistat, darunavir, emtricitabină și tenofovir alafenamidă, este comercializat ca Symtuza și a fost aprobat de FDA la 17 iulie 2018 și este deținut de Janssen Pharmaceuticals.
În plus, există o combinație în doză fixă de cobicistat și inhibitor de protează darunavir (darunavir/cobicistat; comercializat ca Prezcobix de Janssen Therapeutics) și o combinație în doză fixă de cobicistat și inhibitor de protează atazanavir (atazanavir/cobicistat; comercializat ca Evotaz de către Bristol-Myers Squibb). Atât Prezcobix, cât și Evotaz au fost aprobate de FDA în ianuarie 2015.
Cobicistat este un inhibitor puternic al enzimelor citocromului P450 3A, inclusiv al subtipului important CYP3A4. De asemenea, inhibă proteinele de transport intestinal, crescând absorbția globală a mai multor medicamente pentru HIV, inclusiv atazanavir, darunavir și tenofovir alafenamidă.